# Tondel

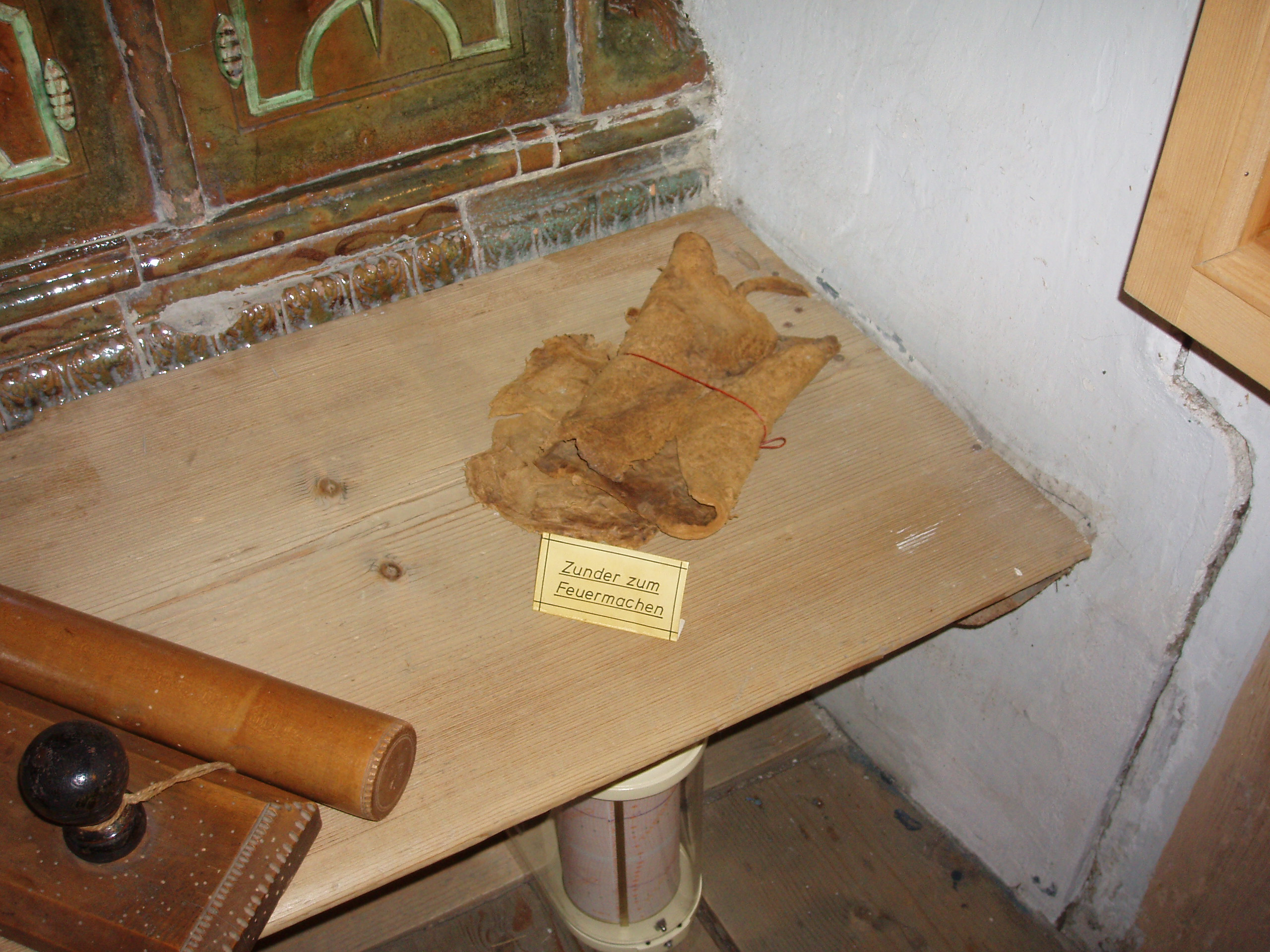

Tondel of tonder is de benaming voor een licht ontvlambaar materiaal dat dient voor het maken van vuur.
Tondel kan bestaan uit: lisdoddepluis, tonderzwam (Fomes fomentarius), verkoold linnen of katoen, en alle andere materialen die goed droog zijn en licht ontvlambaar.
In de prehistorie werd mogelijk vuur gemaakt met behulp van vuursteen en een knol marcasiet (familie van pyriet, ook wel gekkengoud genoemd) waarmee men vonken sloeg die werden opgevangen in het tondel. Een andere methode van vuur maken was door middel van wrijving van hout op hout, zoals met de vuurtol of de vuurboog.

## Archeologische gegevens
Er is nog weinig bekend over het maken en gebruiken van vuur in de oudheid. Literatuur over voorbeelden van vuur maken in de oudheid is er nauwelijks. Dat is niet verwonderlijk, want al het gebruikte materiaal is zeer vergankelijk en bovendien kan men bij opgravingen maar zelden aantonen dat de gevonden brandplekken door mensen aangestoken zijn. Vuur kan namelijk ook een natuurlijke oorzaak hebben. 
Bij de ijsmummie Ötzi die in de Alpen is gevonden, werd ook een stuk tonderzwam aangetroffen. Daarnaast is er een stuk berkenzwam bij hem gevonden wat doet vermoeden dat ook deze zwam als tondel werd gebruikt. Bij proeven met de berkenzwam bleek dat hij iets moeilijker vlam vatte dan de tonderzwam maar dat hij wel schoner brandde. 
Met experimentele archeologie of living history tracht men een beter inzicht te krijgen op welke manier in de oudheid het vuur gemaakt werd. Daarbij gebruikt men ook tondel.

## Bereiding van tondel
Er werd veel gebruikgemaakt van de tonderzwam. Dit is een zwam die vooral op de berk voorkomt, maar ook wel op beuk en populier.
De bereiding ging als volgt:
- De zwam werd eerst geprepareerd, daartoe werd als eerste de buisjeslaag verwijderd en het overgebleven gedeelte in reepjes gesneden en gedroogd.
- Daarna werd het tondel gekookt in paardenurine of een salpeteroplossing en weer gedroogd. Deze laatste behandeling maakt het tondel nog beter ontvlambaar.
- Voor het maken van een vuur werd of wordt een reepje geprepareerd tonderzwam met een scherp voorwerp geschraapt. Hierdoor ontstaat een pluizig materiaal dat zeer geschikt is om tot ontbranding (gloeien) te brengen.

Ook tondel als verkoold linnen werd wel behandeld met urine of een salpeteroplossing.
Het tondel werd droog bewaard in een tondeldoos.